# Blonde (álbum de Alizée)
Blonde (pronunciación en francés: /blɔnd/) es el sexto álbum estudio de la cantante francesa Alizée el cual salió a la venta el 23 de junio de 2014.
El primer sencillo, Blonde, se dio a conocer el 18 de marzo de 2014. Este álbum salió solamente un año y tres meses después de su quinto álbum, 5. Esta aceleración fue debida al éxito de Alizée en el programa de la televisión francesa Danse avec les Stars del cual resultó ganadora de la cuarta temporada el 23 de noviembre de 2013.

## Antecedentes
El desarrollo de este álbum comenzó en el otoño del 2013. El primero en referirse a ello fue el periodista francés Jérémy Parayre, que publicó en su Twitter el 31 de octubre de 2013 que Alizée estaría trabajando en su próximo álbum de estudio. 
Luego ella misma confirmó que el álbum sería lanzado durante la primavera del 2015 y subió una foto en el estudio de grabación.
El 17 de marzo de 2014, Sony comunicó los nombres de las personas que trabajaron en el álbum. La lista comprendía a Laurent Konrad, Lionel Florence, Zazie, Pierre Grillet y Pascal Obispo. El primer sencillo, "Blonde" fue escrito por Pascal Obispo y la música fue compuesta por Laurent Konrad.

## Música
Este es un álbum íntegramente pop pero podemos encontrar varias canciones como K.O., Alcaline o Charles Est Stone que constan de un estilo más dance.
A su vez se pueden encontrar baladas tales como Seulement Pour te Plaire, Mon Planeur. Y otros títulos más personales como Plus de Bye-Bye o Mylène Farmer, que es un homenaje a su ex-mentora Mylène Farmer.

## Comercialización y marketing
El 16 de mayo de 2014 Alizée anunció un concurso en Facebook en el cual los participantes podían ganar el álbum, una entrada para uno de sus conciertos y la posibilidad de conocerla a ella en persona. Luego de esto en la página web oficial de la cantante Sony Music confirmó el título oficial del álbum y la próxima gira de la cantante, Blonde Tour. 
La preventa de tickets para el tour comenzó el 19 de mayo de 2014 y la venta general el 22 del mismo mes. Luego de un total fracaso en cuanto a ventas el tour fue cancelado.

## Sencillos
El primer sencillo del álbum es Blonde, se dio a conocer el 18 de marzo de 2014.
El segundo sencillo del álbum es Alcaline, se dio a conocer el 16 de junio de 2014. Fue lanzado una semana antes que el disco. 

## Lista de canciones
| N.º | Título                     | Letras                                         | Música                                              | Duración |  |
| 1.  | «Blonde»                   | Pascal Obispo, Franck Dewaere, Lionel Florence | Laurent Konrad                                      | 3:30     |  |
| 2.  | «K.O.»                     | Lionel Florence, Elodie Hesme, Pascal Obispo   | Pascal Obispo, Mickaël Zibi                         | 3:02     |  |
| 3.  | «Alcaline»                 | Lionel Florence, Elodie Hesme                  | Laurent Konrad, Pascal Obispo                       | 3:18     |  |
| 4.  | «Seulement pour te plaire» | Pierre Grillet                                 | Pascal Obispo, Curie Jetter                         | 3:28     |  |
| 5.  | «L'amour renfort»          | Zazie                                          | Laurent Konrad, Pascal Obispo                       | 3:30     |  |
| 6.  | «Bi»                       | Elodie Hesme, Lionel Florence                  | Laurent Konrad, Pascal Obispo                       | 2:43     |  |
| 7.  | «Mon planeur»              | Pierre Grillet                                 | Pascal Obispo, Timothée Selim Aymard, Amoria Draoua | 2:57     |  |
| 8.  | «Ce qui tue l'amour»       | Pierre Grillet                                 | Timothée Selim Aymard, Amoria Draoua, Pascal Obispo | 2:49     |  |
| 9.  | «Tweet»                    | Zazie                                          | Pascal Obispo, Mickaël Zibi                         | 3:21     |  |
| 10. | «Charles est stone»        | Zazie                                          | Laurent Konrad, Pascal Obispo                       | 2:44     |  |
| 11. | «Mylène Farmer»            | Lionel Florence                                | Jan Pham Huu Tri, Pascal Obispo, John Mamann        | 3:08     |  |
| 12. | «Plus de bye bye»          | Pierre Grillet                                 | Pascal Obispo, Mickaël Malih                        | 3:55     |  |

## Nominaciones a Premios

### Nominaciones
La Chanson de l'année
- Chanson de l'année (Canción del año) 2014 por Blonde

## Posicionamiento
| Listas (2014)                  | Mejor posición |
| ------------------------------ | -------------- |
| Bélgica Albums Chart (Valonia) | 19             |
| Francia (SNEP)                 | 20             |
| México Albums (AMPROFON)       | 51             |